# ボストン・クーラー
ボストン・クーラー（英: Boston Cooler）とは、ラム酒をベースとしたカクテルであり、ボストンの名を冠したシティカクテル（都市の名称を冠しているカクテルのこと）の1種でもある。
「クーラー」は、カクテルのスタイルの1つで、蒸留酒に柑橘系のジュースを加えて炭酸飲料で割ったロングカクテルであり、ボストン・クーラーは代表的な1つである。

## レシピの例
材料
- ラム（ホワイト、ライト） - 45ml
- レモンジュース - 20ml
- シュガーシロップ - 1tsp
- ジンジャーエール - 適量

作り方
1. ジンジャーエール以外の材料をシェイクする。
2. グラスに注ぎ、冷やしたジンジャーエールでフルアップし、軽く混ぜる。

## バリエーション
- ジンジャーエールをソーダ水に変えると「ラム・フィズ」になる[3]。
- ベースのラムをダークラムに変え、シェイクはせずにラムをフロートすると「ダーク・アンド・ストーミー」になる。レモンではなくライムを使うレシピも多い。